# جورج رافاييل دونر
جورج رافاييل دونر (بالألمانية: Georg Raphael Donner)‏ هو نحات نمساوي، ولد في 24 مايو 1693 في Essling ‏ في النمسا، وتوفي في 15 فبراير 1741 في فيينا في النمسا.

## وصلات خارجية
- جورج رافاييل دونر على موقع الموسوعة البريطانية (الإنجليزية)